# Densitate (politop)

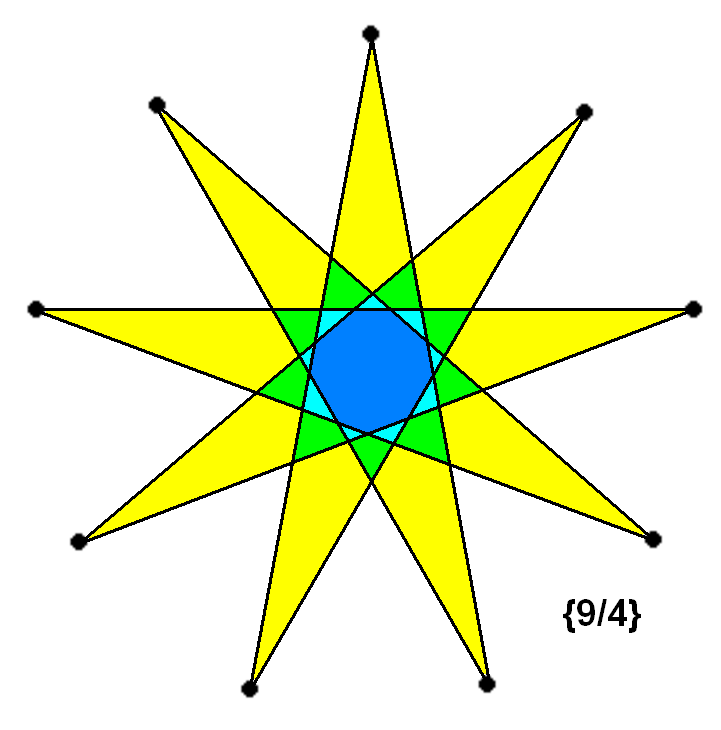
Frontiera eneagramei regulate {9/4} se înfășoară în jurul centrului său de 4 ori, deci figura are o densitate de 4

În geometrie densitatea unui poliedru stelat este o generalizare a conceptului de indice de rotație⁠(d) din două dimensiuni la dimensiuni superioare, reprezentând numărul de înfășurări ale poliedrului în jurul centrului său de simetrie. Ea poate fi determinată cu ajutorul unei semidrepte de la centru la infinit, care trece numai prin fațetele politopului (nu și prin celelalte elemente inferior dimensionale) și numărând prin câte fațete trece. La poliedrele la care acest număr nu depinde de alegerea semidreptei și pentru care punctul central nu este el însuși pe vreo fațetă, densitatea este dată de acest număr de fațete traversate de acea semidreaptă.
Același calcul poate fi efectuat pentru orice poliedru convex, chiar și unul fără simetrii, alegând ca centru orice punct din interiorul poliedrului. Pentru aceste poliedre densitatea va fi 1.
Mai general, pentru orice poliedru care nu se autointersectează, densitatea poate fi calculată ca fiind 1 printr-un calcul similar, luând o semidreaptă dintr-un punct interior care trece doar prin fațetele poliedrului, adăugând 1 atunci când această semidreaptă trece din interiorul în exteriorul poliedrului și scăzând 1 când semidreapta trece din exterior în interiorul poliedrului. Totuși, această atribuire a semnelor la traversări nu se aplică în general poliedrelor stelate, deoarece acestea nu au un interior și exterior bine definite.
La teselările cu fețe care se suprapun se poate defini similar densitatea, ca fiind numărul de acoperiri de către fețe a unui punct dat.

## Poligoane
Densitatea unui poligon este numărul de câte ori frontiera poligonală se înfășoară în jurul centrului său, adică indicele de rotație. Pentru poligoane convexe și, în general, poligoane simple (care nu se autointersectează), conform teoremei curbei Jordan densitatea este 1.
Densitatea unui poligon compus este suma densităților poligoanelor componente.

### Poligoane stelate regulate
La un poligon stelat regulat {p/q}, densitatea este q. Poate fi determinată vizual prin numărarea numărului minim de traversări ale laturilor de către o semidreaptă cu originea în centru.

### Exemple

Un poligon cu o singură autointersectare, ca acest pentagon echilateral, are densitatea 0.
Pentagonul regulat, {5}, are densitatea 1
Heptagrama izotoxală tetradecagonală, {(7/2)α}, are densitatea 2, la fel ca și forma regulată {7/2}
Heptagrama {7/3} are densitatea 3
Compusul izotoxal de două hexagrame 2{(3/2)α} are densitatea 4
Dodecagrama izotoxală {(6/5)α} are densitarea 5, la fel cu forma regulată {12/5}.

## Poliedre
Un poliedru și dualul său au aceeași densitate.

### Curbura totală
Un poliedru poate fi considerat o suprafață cu curbura gaussiană⁠(d) concentrată în vârfuri și definită de un deficit unghiular. Densitatea unui poliedru este egală cu curbura gaussiană totală (însumată pentru toate vârfurile sale) împărțită la 4π.
De exemplu, un cub are 8 vârfuri, fiecare cu 3 pătrate, având un deficit unghiular de π/2. 8 × π/2 = 4π;. Deci densitatea cubului este 1.

### Poliedre simple
Densitatea unui poliedru cu fețe și figuri ale vârfurilor simple este jumătate din caracteristica Euler, χ. Dacă genul poliedrului este g, densitatea sa este 1−g.
{\displaystyle \chi =V-E+F=2D=2(1-g).}

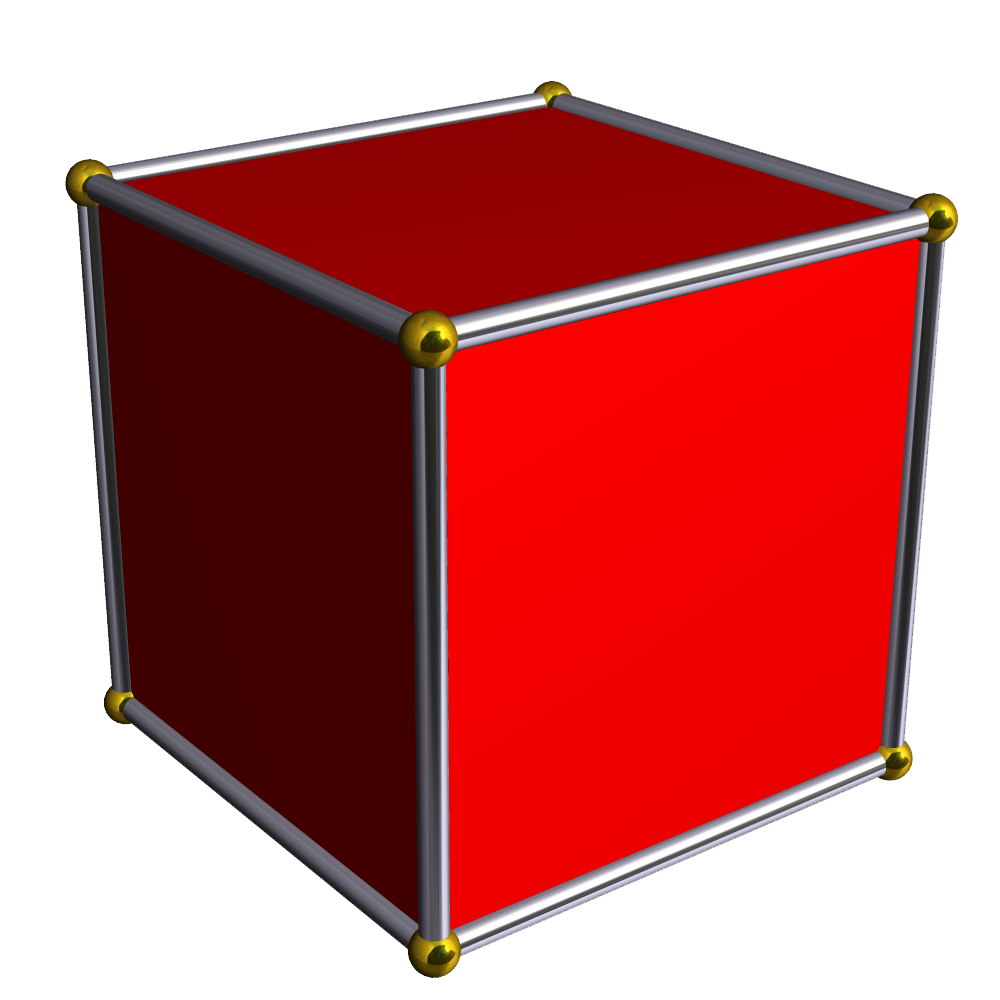
Densitatea unui poliedru topologic analog cu o sferă este 1 (exemplu: cubul, V = 8, E = 12, F = 6)
Densitatea unui poliedru toroidal (de genul 1) este 0 (exemplu: această formă hexagonală, V = 24, E = 48, F = 24)
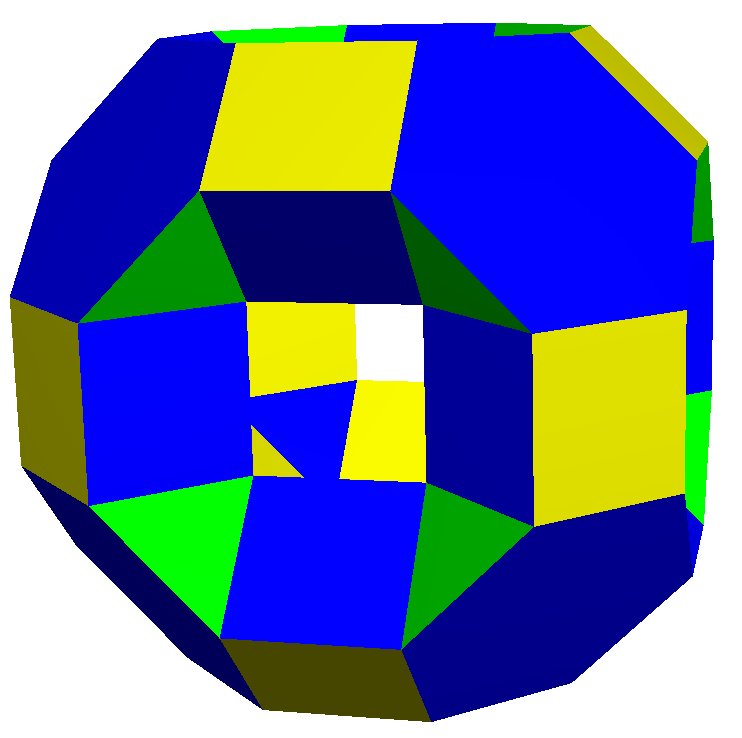
Densitatea acestui toroid (de genul 5) este −4 (exemplu: toroidul Stewart, V = 72, E = 168, F = 88)

### Poliedre stelate regulate
Arthur Cayley a folosit densitatea ca o modalitate de a modifica formula lui Euler ({\displaystyle V-E+F=2}) pentru a funcționa și pentru poliedrele stelate regulate, unde dv este densitatea figurii vârfului, df cea a unei fețe și D a întregului poliedru:
{\displaystyle d_{v}v-e+d_{f}f=2D}
De exemplu marele icosaedru, {3, 5/2}, are 20 de fețe triunghiulare (df = 1), 30 de laturi și 12 figuri ale vârfului pentagramice (dv = 2), care dau
{\displaystyle 2\cdot 12-30+1\cdot 20=14=2D}
Asta generează densitatea 7. Formula lui Euler nemodificată eșuează la micul dodecaedru stelat, {5/2, 5}, și la dualul său, marele dodecaedru, {5, 5/2}, pentru care {\displaystyle V-E+F=-6}.
Poliedrele stelate regulate există în două perechi duale, fiecare figură având aceeași densitate ca și duala ei: o pereche (micul dodecaedru stelat – marele dodecaedru) are densitatea 3, în timp ce cealaltă (marele dodecaedru stelat – marele icosaedru) are densitatea 7.
| |  |
| Marele icosaedru, {3,5/2}, (poliedru neconvex) are densitatea 7, cum se vede din secțiunea transparentă din dreapta |  |

### Poliedre stelate generalizate
Edmund Hess a generalizat formula pentru poliedre stelate cu diferite tipuri de fețe, dintre care unele se pot plia înapoi peste altele. Valoarea rezultată pentru densitate corespunde numărului de câte ori poliedrul sferic asociat acoperă sfera.
{\displaystyle \sum _{i}d_{vi}v_{i}-e+\sum _{i}d_{fi}f_{i}=2D}
Acest lucru i-a permis lui Coxeter și colaboratorilor săi să determine densitățile majorității poliedrelor uniforme, care au un tip de vârf și mai multe tipuri de fețe.

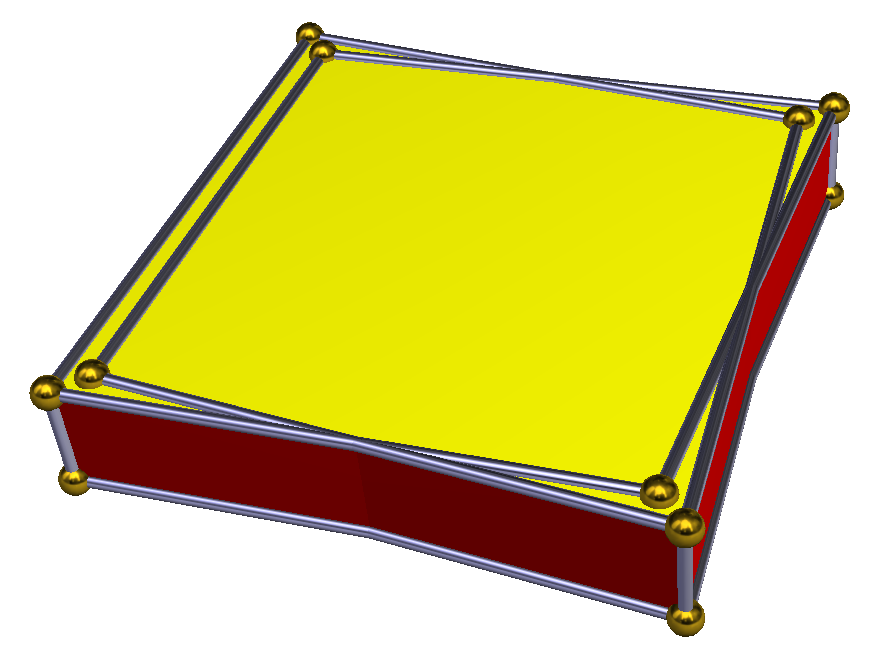
Densitatea prismei octogonale, înfășurată de două ori este 2, {8/2}×{}, (pentru claritate, afișată aici cu vârfurile decalate). V = 16, E = 24 F1 = 8 {4}, F2 = 2 {8/2} cu dF1 = 1, dF2 = 2, dv = 1.
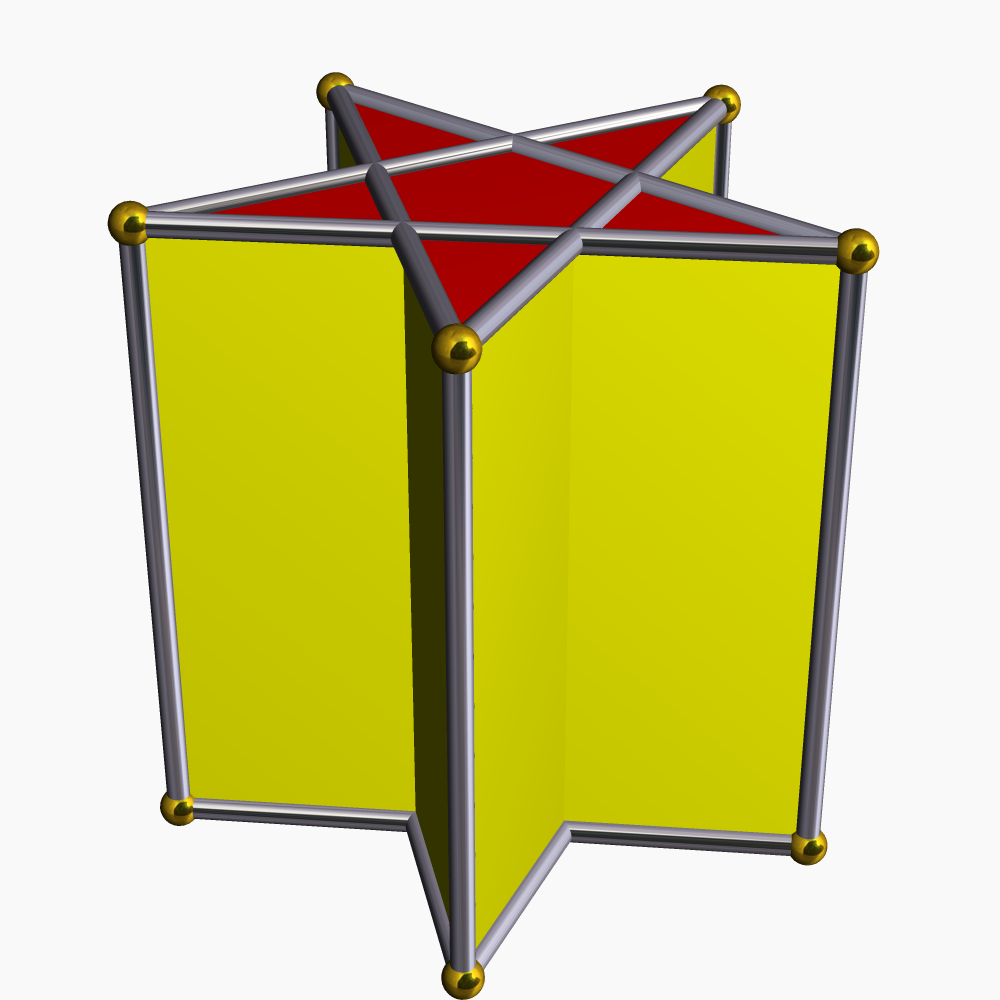
Densitatea prismei pentagramice, {5/2}×{} este 2. V = 10, E = 15, F1 = 5 {4}, F2 = 2 {5/2}, dF1 = 1, dF2 = 2.

### Poliedre neorientabile
La hemipoliedre, la unele dintre fețele care trec prin centru densitatea nu poate fi definită. Nici poliedrele neorientabile⁠(d) nu au densitățile bine definite.

## 4-politopuri regulate

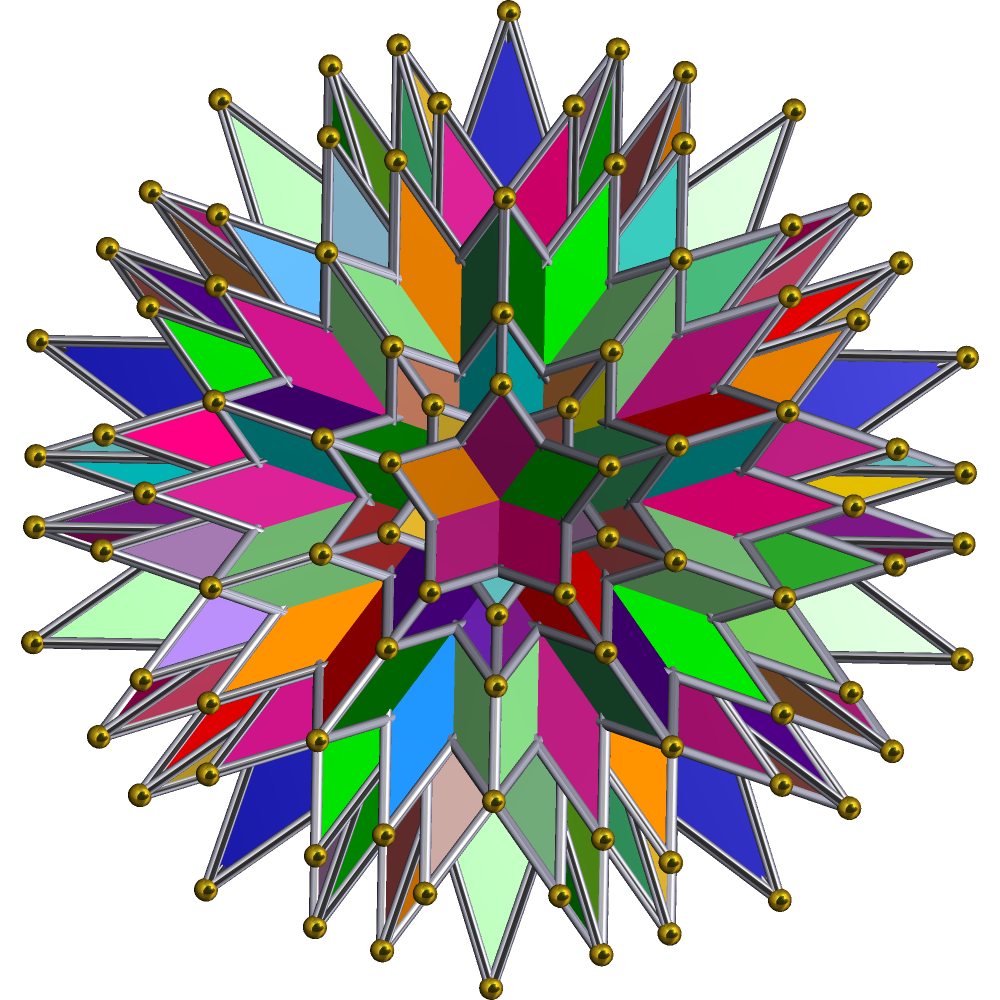
Marele larg 120-celule stelat are densitatea 191

Există 10 4-politopuri regulate stelate (numite 4-politopuri Schläfli–Hess), care au densități de 4, 6, 20, 66, 76 și 191. Ele vin în perechi duale, cu excepția celor autoduale, cu densitatea 6 și 66.